# Buchanan, Michigan
Buchanan är en ort i Berrien County i Michigan. Vid 2020 års folkräkning hade Buchanan 4 300 invånare. Orten har fått sitt namn efter James Buchanan som i senaten hade stött Michigans strävanden att bli en delstat.

## Kända personer från Buchanan
- John Grant, musiker
- Jackson Scholz, friidrottare